# KEIRIN LIVE〜夢見マクリ!S級新聞社
KEIRIN LIVE〜夢見マクリ!S級新聞社（ケイリン・ライブ〜ゆめみマクリ!エスきゅうしんぶんしゃ）は、BS日テレで放送されていた公営競技の放送番組である。
2015年度は『KEIRIN LIVE S級探偵団』（ケイリン・ライブ エスきゅうたんていだん） とタイトルを変えて継続していた。

## 概要
それまでBS日テレにおいては特別競輪などを放送してきたが、2013年より重賞レースの放送を本格的に開始することになった。
第1回は4月の共同通信社杯 。
いわゆるグレードレース（GP・GI・GII）における準決勝と決勝戦の模様を原則生中継で送っていた。
S級探偵団に名前が変わった後以降は日本テレビ系列かテレビ東京系列が地上波中継する時間は原則放送されなくなって、最終日は15時台のみ の放送になった（S級新聞社の場合でもKEIRINグランプリ当日は同様だった）。
この番組が終了した以降BS日テレの競輪中継は、地上波が特別競輪決勝戦を放送しない時しか放送されないようになっている。また、2020年以降は2022年のヤンググランプリまで中継自体が放送されていなかった。

## 出演者

### S級新聞社
出演者のうち、中野・小林以外のスタジオレギュラーは「S級新聞社」という架空のスポーツ新聞社に在籍するという設定で、レース予想や選手のプライベートにまつわる情報などの「記事」を紹介していた。
メイン司会
- キャイ〜ン
  - 天野ひろゆき - 「S級新聞社」編集長
  - ウド鈴木 - 「S級新聞社」エース記者
  - ※ 陣内智則や梶原雄太やずんが出演する場合もあった。

進行
- 浅倉結希 - 「S級新聞社」新米記者→2年目のジンクス記者

アシスタント
- 佐藤さやか - 「S級新聞社」データ記者

解説
- 中野浩一
- 小林正治- 「S級新聞社」うどん記者
  - 基本的に、レースが開催される競輪場からの中継出演だった。

#### 過去の出演者
アシスタント
- 渋谷遥華 - 「S級新聞社」データ記者

解説
- 山口幸二

### S級探偵団
メイン司会
- ずん（飯尾和樹、やす）

アシスタント
- 中原未來 - 自身の夢であるガールズケイリン選手を目指すためこの番組の終了をもって芸能界を引退[4][5]、その後2018年5月1日より本名の日野未来としてガールズケイリン選手となったが、2025年6月27日付けで引退[6][7]。

進行
- 佐藤さやか - 「S級新聞社」データ記者から昇格。

解説
- 中野浩一、小林正治

## 特例
BS日テレがプロ野球中継・Dramatic Game 1844（巨人戦）を優先した関係で、何回か他局で放送された事があった。
他局で放送する時でも、番組内容や出演者はBS日テレ版とほぼ同じだった。

### S級新聞社
- 2013年8月2日（第9回サマーナイトフェスティバル初日）はBS日テレで放送されたが、23時から23時50分にして当日のダイジェストと翌日の展望番組として放送された（なお、翌日の決勝戦は生中継された）。

- 2014年4月29日（第30回共同通信社杯最終日）BSジャパンにて、「競輪中継・S級新聞社」のタイトルで放送、なおBS日テレで放送した28日も含めて出演者全員が伊東温泉競輪場に出張しての放送となった。

- 同年9月14日（第57回オールスター競輪4日目）もBSジャパンで放送されて、BS日テレで放送した15日も含めて出演者全員が前橋競輪場に出張しての放送となった。

- 2013年9月15日（第56回オールスター競輪4日目）と2015年3月21日（第68回日本選手権競輪5日目）はBS日テレで放送されたが、放送開始を14時からにして時間を2時間50分に拡大してこの日行われたガールズケイリンコレクションも生中継した。

### S級探偵団
- 2015年6月20日・21日（第66回高松宮記念杯競輪3日目・最終日）BS朝日にて、「第66回高松宮記念杯競輪中継・S級新聞社」のタイトルで放送。

- 同年9月22日・23日（第58回オールスター競輪4日目・最終日）にもBSジャパンにて、「第58回オールスター競輪　競輪探偵社」のタイトルで放送されている。